# Непокорённый (фильм, 2009)
«Непокорённый» (лат. Invictus — «Непобеждённый») — биографическая драма, основанная на эпизоде из жизни Нельсона Манделы, действие которой разворачивается накануне и во время проведения в 1995 году 3-го чемпионата мира по регби. Сценарий основан на книге Джона Карлина (см. John Carlin) Playing the Enemy: Nelson Mandela and the Game that Made a Nation. Фильм вышел в прокат в США 11 декабря 2009 года.

## Сюжет
Приговорённый в 1964 году к пожизненному заключению в тюрьме на острове Роббен, Нельсон Мандела, многолетний непререкаемый лидер Африканского национального конгресса (АНК), 11 февраля 1990 года вышел на свободу, пробыв в тюрьме почти 27 лет. Сразу же после освобождения он возобновил борьбу против политики апартеида за гражданские права чёрного большинства ЮАР (в том числе за право принимать участие в выборах) и четыре года спустя одержал победу на выборах президента ЮАР.
Манделе приходится начать бескомпромиссную борьбу против бедности и преступности. Но самое важное — его президентство кладёт начало новой эпохе «пост-апартеида»; по мнению президента перед ним, прежде всего, стоит важнейшая задача примирения различных народов страны и превращения южноафриканцев в единую нацию, так как отношения между белыми и чернокожими накалены до предела и могут привести к гражданской войне. Взаимное недоверие характерно даже для сотрудников охраны президента страны — белых профессионалов, охранявших ещё предыдущего президента де Клерка, и чернокожих телохранителей Манделы из бывших боевиков АНК.
Регби в ЮАР — традиционный спорт белых, в отличие от футбола. В национальной сборной играет единственный чернокожий игрок Честер Уильямс — этого недостаточно, чтобы переломить отношение африканцев к команде. На матче 1994 года между регбийными сборными ЮАР (команды, много лет известной под прозвищем «Спрингбокс») и Англии Мандела замечает, что белые зрители на стадионе болеют за команду ЮАР, а чернокожие южноафриканцы — за Англию, принципиально против «Спрингбокс». Он вспоминает, что то же самое было в тюрьме на острове Роббен — белые охранники болели за ЮАР, чёрные заключённые — против. ЮАР проигрывает с разгромным счётом 13:32, и игроки выражают крайнее недовольство результатом. Однако Мандела знает, что в следующем году его страна примет чемпионат мира. Президент вынужден принимать во внимание и использовать все доступные ему средства, чтобы приблизить гражданский мир, и он приходит к выводу, что команда «Спрингбокс» вполне может стать таким инструментом — белое население страны её обожает, теперь нужно убедить и чёрных, что они могут и должны гордиться этой «белой» командой, потому что это сборная их родной страны.
Для начала ему удаётся, бросив все дела и лично примчавшись на заседание, переломить настрой Спортивного комитета ЮАР, где большинство составляют чернокожие, уже, казалось бы, единогласно принявшие решение о переименовании и смене формы и символики регбийной сборной, «забавы белых». Чуть позже он приглашает в Президентский дворец капитана сборной ЮАР, белого африканера Франсуа Пинара, и убеждает того, что успех «Спрингбокс» на чемпионате мира чрезвычайно важен для страны, он может объединить и вдохновить нацию. Президент дарит Пинару листок с текстом стихотворения английского поэта Уильяма Эрнеста Хенли «Непокорённый». Франсуа и его друзья по сборной начинают тренировки, хотя белые и чернокожие сильно сомневаются, что регби сможет объединить народ, который и так был расколот из-за полувековых расовых предубеждений. Для чернокожих «Спрингбокс» всё ещё являются символом белого превосходства, однако Мандела, а теперь и Пинар, придерживаются другого мнения. Однажды президент страны, заранее тщательно изучивший состав сборной, прилетает на вертолёте прямо на тренировочное поле и совершенно потрясает регбистов, особенно белых — он всех их знает и в лицо, и по именам! Игроки постепенно проникаются важностью своей спортивной миссии — именно как общенациональной задачи.
Фактическим проводником политики президента в пределах сборной становится Франсуа Пинар, который добивается поддержки от чернокожих фанатов и заводит среди них новых друзей. В матче открытия против Австралии — действующих чемпионов мира — южноафриканцы одерживают неожиданную победу и постепенно начинают завоёвывать доверие и симпатии чернокожего населения, подкрепляя это и победой в четвертьфинале над сборной Самоа. К тому моменту уже вся страна — вся «семья» Манделы — единодушно болеет  за свою команду, а между белыми и чернокожими охранниками наконец формируется взаимное доверие и уважение, окончательно складывается профессиональное братство. Пока Мандела ведёт переговоры на Тайване, сборная ЮАР под проливным дождём побеждает сборную Франции в полуфинале и выходит в финал, ожидая исхода матча Новая Зеландия — Англия.
Игроки, тренеры и сам Мандела узнают о победе Новой Зеландии и пересматривают матч в ожидании поединка двух сильнейших на тот момент сборных мира. Перед решающим матчем «Спрингбокс» в полном составе посещают остров Роббен, где Мандела провёл первые 18 из 27 лет заключения. Пинар вспоминает стихотворение «Непокорённый», листок с текстом которого ему дал Мандела, и вдохновляется примером президента, который провёл 30 лет в крохотной камере, но сумел простить тех, кто его туда посадил. Вся страна настраивается на решающий матч. Пинар на стадионе «Эллис Парк» в Йоханнесбурге призывает команду бороться до конца, по всей стране команду поддерживают и белые, и чёрные (кто-то смотрит матч по телевизору, кто-то слушает по радио, а кто-то присутствует на трибунах, чёрный мальчишка долго и очень подозрительно слоняется вокруг машины с двумя белыми полицейскими — только потому, что в ней на полную громкость включено радио). Всего один раз охрана Манделы пришла в беспокойство, когда прямо над стадионом на предельно малой высоте пролетел огромный гражданский лайнер. Только в последний момент они понимают, что это была демонстрация патриотизма командира экипажа, ярого болельщика «Спрингбокс» — на крыльях самолёта крупными буквами выведено пожелание успеха сборной: «Удачи, Бокке».
Нельсон Мандела прибывает на стадион в футболке Пинара под номером 6 и в подаренной ему игроками бейсболке сборной ЮАР, приветствуя всех игроков-участников, в том числе и главную новозеландскую звезду — Джона Лому. В финальном матче основное время завершается вничью 9:9 — упорнейшая оборона обеих команд не допускает ни одной «попытки», очки им приносят только бьющие: новозеландец Эндрю Мертенс (родившийся в ЮАР) и Джоэль Странски. Новозеландская звезда Джона Лому, прославившийся благодаря выдающимся выступлениям в предыдущих матчах, оказывается полностью нейтрализован самоотверженной, а главное, слаженной коллективной защитой сборной ЮАР. Незадолго до конца матча при счёте 12:12 Джоэль Странски забивает дроп-гол. Судья фиксирует победу ЮАР со счётом 15:12, и вся страна празднует неожиданную победу. Франсуа Пинар получает кубок чемпионов мира (кубок Уильяма Уэбба Эллиса) из рук Нельсона Манделы и благодарит его за те усилия, которые он приложил ради страны.
Фильм заканчивается кадрами, на которых кортеж президента Южно-Африканской Республики медленно пробирается сквозь ликующую толпу счастливых южноафриканских болельщиков, чёрных и белых, которых объединила в единую нацию игра.

## В ролях

### Персонажи «из мира регби»
| Актёр              | Роль                                     |
| ------------------ | ---------------------------------------- |
| Мэтт Дэймон        | Франсуа Пинар капитан «Спрингбокс»       |
| Макнил Хендрикс    | Честер Уильямс игрок «Спрингбокс»        |
| Скотт Иствуд       | Джоэл Странски игрок «Спрингбокс»        |
| Грант Л. Робертс   | Рубен Крюгер игрок «Спрингбокс»          |
| Рольф Э. Фитшен    | Нака Дротске игрок «Спрингбокс»          |
| Вон Томпсон        | Рудольф Страули игрок «Спрингбокс»       |
| Грэм Линдеманн     | Кобус Визе игрок «Спрингбокс»            |
| Карл Энгелбрехт    | Гарри Пэджел игрок «Спрингбокс»          |
| Айзек Фе'аунати    | Джона Лому новозеландский регбист        |
| Патрик Джон Уолтон | Китч Кристи главный тренер «Спрингбокс»  |
| Луис Миннаар       | тренер «Спрингбокс»                      |
| Шон Кэмерон Майкл  | менеджер «Спринбокс» по оборудованию     |
| Данни Кео          | Луис Луйт президент Регбийного союза ЮАР |
| Робин Б. Смит      | спортивный комментатор Йохан де Вилльерс |
| Стелио Саванте     | комментатор матча (в титрах не указан)   |

Роль одного из новозеландских игроков исполнил регбист сборной Тонга Эпи Таионе.

### Прочие персонажи
| Актёр               | Роль                                       |
| ------------------- | ------------------------------------------ |
| Морган Фримен       | Нельсон Мандела президент ЮАР              |
| Тони Кгороге        | Джейсон Тшабалала начальник охраны Манделы |
| Патрик Мофокенг     | Линга Мунсами телохранитель Манделы        |
| Роберт Хоббс        | Виллем президентский охранник              |
| Лэнгли Кирквуд      | Джордж президентский охранник              |
| Джулиан Льюис Джонс | Эттьен Файдер президентский охранник       |
| Мэтт Стерн          | Хендрик Бойенс президентский охранник      |
| Аджоа Андо          | Бренда Мазибуко                            |
| Маргарет Уитли      | Нерин Уинтер жена Франсуа Пьенаара         |
| Патрик Листер       | мистер Пьенаар                             |
| Пенни Дауни         | миссис Пьенаар                             |
| Лелети Кхумало      | Мэри                                       |
| Бонни Хенна         | Зиндзи Мандела-Хлонгване                   |
| Кгоси Монгапе       | Сифо                                       |
| Дэвид Дукас         | пилот Боинга-747                           |

## Съёмки
Фильм является экранизацией книги «Игра с врагом: Мандела и игра, создавшая нацию» (англ. Playing the Enemy: Mandela and the Game that Made a Nation) авторства Джона Карлина. Режиссёры фильма приехали на неделю в дом Карлина в Барселоне и обсудили с ним вопрос экранизации книги. Съёмки начались в марте 2009 года в Кейптауне, ЮАР и завершились в мае 2009 года.
Первым кастинг прошёл Морган Фримен, утверждённый на роль Нельсона Манделы. Мэтт Деймон был выбран на роль капитана сборной ЮАР Франсуа Пиенаара, несмотря на то, что был ниже ростом не только самого Пиенаара, но и любого другого регбиста сборной ЮАР действовавшего состава. Деймон прошёл интенсивные тренировки под руководством Карла Кокса, ещё одного чемпиона мира 1995 года, в составе клуба регбилиг «Гарденс». Члены съёмочной группы и кинокритики назвали этот фильм самым масштабным, когда-либо снятым в ЮАР. 18 марта 2009 года Скотт Иствуд был принят на роль блуждающего полузащитника сборной ЮАР Джоэля Странски (забитый им дроп-гол принёс итоговую победу сборной ЮАР в финале 1995 года).
В рождественские праздники 2008 года в Лондоне прошёл кастинг на роль отца Пиенаара: создатели фильма хотели выбрать ведущего британского актёра, но в марте раздумали и решили взять на эту роль южноафриканского актёра. Айзек Фе’аунати, в прошлом профессиональный игрок клуба «Бат» и сборной Самоа, был выбран на роль Джона Лому. Грант Л. Робертс сыграл роль Рубена Крюгера, который выступал на позиции фланкера в 1995 году. В проекте также участвовал чемпион мира 1995 года Честер Уильямс, который проводил регбийные тренировки актёров, а Фриман и Уильямс также были вовлечены в проект 30 событий за 30 лет телеканала ESPN под названием «16-й игрок». Финал был снят на стадионе «Эллис Парк», где прошёл финал.

## Награды и номинации

### Награды
- 2009 — три премии Национального совета кинокритиков США: лучший режиссёр (Клинт Иствуд), лучший актёр (Морган Фримен), приз «Свобода выражения» (Freedom of Expression Award)
- 2010 — почетная премия имени Пола Селвина Гильдии сценаристов США (Энтони Пекхэм)
- 2010 — Премия Святого Христофора, присуждаемая за кинематографические и литературные произведения, несущие идеи гуманизма и отражающие высоты человеческого духа.

### Номинации
- 2010 — две номинации на премию «Оскар»: лучшая мужская роль (Морган Фримен), лучшая мужская роль второго плана (Мэтт Дэймон)
- 2010 — три номинации на премию «Золотой глобус»: лучший режиссёр (Клинт Иствуд), лучшая мужская роль — драма (Морган Фримен), лучшая мужская роль второго плана (Мэтт Дэймон)
- 2010 — две номинации на премию Гильдии киноактеров США: лучшая мужская роль (Морган Фримен), лучшая мужская роль второго плана (Мэтт Дэймон)